# Maria Zielińska (lekkoatletka)
Maria Kamilla Zielińska z domu Jasińska (ur. 18 maja 1941 w Suchej Beskidzkiej) – polska lekkoatletka, specjalistka skoku wzwyż, mistrzyni Polski.

## Życiorys
Wystąpiła w finale Pucharu Europy w 1967 w Kijowie, gdzie zajęła 5. miejsce. Zajęła 11. miejsce podczas halowych mistrzostw Europy w 1970 w Wiedniu.
Była mistrzynią Polski w skoku wzwyż w 1967, wicemistrzynią w 1964 i 1965 oraz brązową medalistką w 1968 i 1969.
W latach 1964-1969 siedemnaście razy wystąpiła w meczach reprezentacji Polski, bez zwycięstw indywidualnych.
Jej rekord życiowy wynosił 176 cm (1 czerwca 1969 w Sofii).
Była zawodniczką Kolejarza Babia Góra Sucha i Wawelu Kraków.